# Pay per sale
Pay per sale (PPS) – rodzaj programu partnerskiego polegającego na przyznawaniu polecającemu premii (wynagrodzenia) od sprzedaży lub naliczany jest procent od kwoty ostatecznego zakupu dokonanego przez użytkownika.